# Regne d'Allada
El regne d'Allada fou un antic regne natiu de Benín, conegut també com a Ardrah (Ardra) o Ardres, o com Allada o Alada. El regne era d'origen fon i el van formar emigrants de Tado al segle xvi. Els seus sobirans portaven el títol d' Ajahutonon (Alada hosu) equivalent a rei.
| Perópde                               | Monarca                                     | Notes                                                      |
| ------------------------------------- | ------------------------------------------- | ---------------------------------------------------------- |
| Dinastia dels agasuvis (Alada-tadonu) |                                             |                                                            |
| vers 1550                             | Fundació                                    | Fundació                                                   |
| vers 1440                             | Aholuho Adja, Ajahutonon                    |                                                            |
| vers 1445                             | De Nufion, Ajahutonon                       |                                                            |
| vers 1458 a ????                      | Dassu, Ajahutonon                           |                                                            |
| vers 1470                             | Dassa-Zoumé, Ajahutonon                     |                                                            |
| vers 1475                             | Adjakpa, Ajahutonon                         |                                                            |
| vers 1490                             | Yessu, Ajahutonon                           |                                                            |
| vers 1495                             | Azoton, Ajahutonon                          |                                                            |
| vers 1498                             | Yessu, Ajahutonon                           |                                                            |
| vers 1510                             | Akonde, Ajahutonon                          |                                                            |
| vers 1520                             | Amamu, Ajahutonon                           |                                                            |
| vers 1530                             | Agagnon, Ajahutonon                         |                                                            |
| vers 1540                             | Agbangba, Ajahutonon                        |                                                            |
| vers 1550                             | Hueze, Ajahutonon                           |                                                            |
| vers 1560                             | Agbande, Ajahutonon                         |                                                            |
| vers 1580                             | Kin-Ha, Ajahutonon                          |                                                            |
| vers 1585                             | Mindji, Ajahutonon                          |                                                            |
| vers 1587 to c.1590                   | Akoli, Ajahutonon                           |                                                            |
| vers 1590 to 1610                     | Kopon, Ajahutonon                           | primer rei històric (els anteriors venen de tradició oral) |
| 1610 a ????                           | Hunungungu, Ajahutonon                      |                                                            |
| ???? a vers 1660                      | Lamadje Pokonu, Ajahutonon                  |                                                            |
| vers 1660 a ????                      | Tezifon, Ajahutonon                         |                                                            |
| ???? to ????                          | Bagwe, Ajahutonon                           |                                                            |
| ???? a març 1724                      | De Adjara, Ajahutonon                       |                                                            |
| Març 1724                             | Conquesta pel Regne de Dahomey              | Conquesta pel Regne de Dahomey                             |
| Març 1724 a 1742                      | govern directe del rei de Dahomey           | govern directe del rei de Dahomey                          |
| 1734                                  | regne subordinat a Dahomey                  | regne subordinat a Dahomey                                 |
| 1742 a ????                           | Mijo, Ajahutonon                            |                                                            |
| 1792? a 1842?                         | Ganhwa, Ajahutonon                          |                                                            |
| ???? a 1845                           | desconegut, Ajahutonon                      |                                                            |
| 1845 a ????                           | Deka, Ajahutonon                            |                                                            |
| ???? a ????                           | Ganhwa, Ajahutonon                          | (segon regnat)                                             |
| 1842 a 1879/1885                      | Ganji Sindje "Ajahutonon-Kpevi", Ajahutonon |                                                            |
| 1879 a 4 de febrer de 1894            | Gi-gla No-Don Gbé-non Mau, Ajahutonon       |                                                            |
| 1894                                  | Restabliment del regne per França           | Restabliment del regne per França                          |
| 4 de febrer de 1894 a vers 1898       | Gi-gla Gunhu-Hugnon, Ajahutonon             |                                                            |
| vers 1898 a 1909                      | Djihento, Ajahutonon                        |                                                            |
| 1909                                  | annexió a França                            | annexió a França                                           |
| 1909 a 15 de desembre de 1923         | Djihento, cap superior                      |                                                            |
| 1923 a 1954                           | Kanfon, Cap superior                        |                                                            |
| 1954 a 19??                           | Gi-gla II, Cap superior                     |                                                            |
| Kpodégbé Djigla, rei                  |                                             |                                                            |